# Перини (Тренто)
Перини је насеље у Италији у округу Тренто, региону Трентино-Јужни Тирол.
Према процени из 2011. у насељу је живело 9 становника. Насеље се налази на надморској висини од 699 м.